# Desa Kramatmulya (administrativ by i Indonesien, lat -6,93, long 108,49)
Desa Kramatmulya är en administrativ by i Indonesien.   Den ligger i provinsen Jawa Barat, i den västra delen av landet, 200 km öster om huvudstaden Jakarta.